# Limnátis (Limassol)
Pour les articles homonymes, voir Limnátis.
Limnátis (grec moderne : Λιμνάτης) est un village de Chypre situé dans le district de Limassol.